# Batjaneilanden
De Batjaneilanden (Indonesisch: Bacan) vormen een archipel in de Noord-Molukken in Indonesië. Het gelijknamige eiland Batjan is het grootste eiland van de archipel. Het is 1800 km² groot en het hoogste punt is 2111 m.

## Eilanden
- Batjan (Pulau Bacan) is met 13.000 inwoners veruit het grootste van de ongeveer 80 eilanden in de archipel.
- Kasiruta is het op een na grootste eiland. Het hoogste punt is 730 meter.
- Mandioli ligt ten westen tegenover de baai van Labua en is 311 meter hoog.
- De twee buitenste eilanden ten noordwesten van Kasiruta zijn Latalata (358 meter) en Muari.

## Fauna
Onder andere de netpython (Broghammerus reticulatus) komt voor op het eiland. De volgende zoogdieren komen er voor:
- Muskusspitsmuis, Suncus murinus (prehistorisch geïntroduceerd)
- Kuifmakaak, Macaca nigra (geïntroduceerd)
- Loewak, Paradoxurus hermaphroditus (geïntroduceerd)
- Wild zwijn, Sus scrofa (prehistorisch geïntroduceerd)
- Polynesische rat, Rattus exulans (prehistorisch geïntroduceerd)
- Aziatische zwarte rat, Rattus tanezumi (prehistorisch geïntroduceerd)
- Halmaherakoeskoes, Phalanger ornatus
- Suikereekhoorn, Petaurus breviceps
- Rattus morotaiensis
- Dobsonia crenulata
- Grottenvleerhond, Eonycteris spelaea
- Kleine langtongvleerhond, Macroglossus minimus
- Nyctimene albiventer
- Pteropus caniceps
- Pteropus conspicillatus
- Pteropus personatus
- Rousettus amplexicaudatus
- Syconycteris carolinae
- Emballonura nigrescens
- Aselliscus tricuspidatus
- Hipposideros cervinus
- Hipposideros diadema
- Hipposideros papua
- Rhinolophus euryotis
- Rhinolophus keyensis
- Glischropus tylopus
- Miniopterus australis
- Murina florium
- Myotis ater